# Bruce Abbott
Bruce Paul Abbott (Portland (Oregon), 28 juli 1954) is een Amerikaans acteur. Hij speelde eerst in toneelstukken en in 1982 debuteerde hij als filmacteur met een hoofdrol in Tag: The Assassination Game. In 1992 en 1993 speelde hij de rol van rechter Nicholas Marshall in de televisieserie Dark Justice.

## Filmografie (selectie)
- Tag: The Assassination Game (1982)
- Re-Animator (1985)
- Bad Dreams (1988)
- Out of Time (1988)
- Bride of Re-Animator (1990)
- The Prophecy II (1998)

## Persoonlijk leven
In december 1982 trouwde Abbott met actrice Linda Hamilton, die hij op de set van zijn eerste film, Tag: The Assassination Game, leerde kennen. Het echtpaar kreeg één zoon. Na zeven jaar zijn ze gescheiden. In 1994 trouwde hij met een andere actrice, Kathleen Quinlan, met wie hij eveneens een zoon heeft.